# Herb gminy Radziejów
Herb gminy Radziejów – jeden z symboli gminy Radziejów.

## Wygląd i symbolika
Herb przedstawia na tarczy koloru złotego czerwoną wieżę, zwieńczoną czarnym krzyżem. W centralnej części budowli znajduje się srebrny herb przedstawiający postacie półlwa czarnego i półorła czerwonego pod złotą koroną. 